# Ennis (Montana)
Ennis é uma cidade  localizada no estado americano de Montana, no Condado de Madison.

## Demografia
Segundo o censo americano de 2000, a sua população era de 840 habitantes.
Em 2006, foi estimada uma população de 1005, um aumento de 165 (19.6%).

## Geografia
De acordo com o United States Census Bureau tem uma área de
1,8 km², dos quais 1,8 km² cobertos por terra e 0,0 km² cobertos por água. Ennis localiza-se a aproximadamente 1502 m acima do nível do mar.

## Localidades na vizinhança
O diagrama seguinte representa as localidades num raio de 40 km ao redor de Ennis.